# Заясовник (Врансько)
Заясовник (словен. Zajasovnik) — поселення в общині Врансько, Савинський регіон, Словенія. 
Висота над рівнем моря: 541,4 м.